# Larache
Larache (arabă العرايش) este un oraș în Maroc.